# Колово (деревня, Карелия)
Колово — деревня в Пудожском районе Республики Карелия. Входит в состав Пудожского городского поселения.

## География
Деревня находится на берегу реки Водла.

## История
9 августа 1935 года постановлением Карельского ЦИК в деревне была закрыта часовня.

## Население
| 2002 | 2009 | 2010 | 2013 |
| ---- | ---- | ---- | ---- |
| 152  | ↘94  | ↘84  | ↘70  |